# Хайнер
Хайнер (порт. Hayner, нар. 2 жовтня 1995, Віторія) — бразильський футболіст, правий захисник клубу «Азуріз».

## Ігрова кар'єра
Народився 2 жовтня 1995 року в місті Віторія. Вихованець футбольної школи клубу «Баїя». Дебютував у першій команді 22 серпня 2015 року, зігравши в матчі Серії B проти клубу «Америка Мінейро» (1:1). Тим не менш основним гравцем Хайнер не став, взявши участь у 9 матчах чемпіонату і 9 іграх Ліги Баїяно, забивши в останньому 3 голи. В результаті з 2016 по 2017 рік грав на правах оренди у складі команд «Наутіко Капібарібе» та «Пайсанду» (Белен).
На початку 2018 року став гравцем «Греміо Новурізонтіно», а вже влітку відправився до Португалії у клуб «Лоулетану», що грав у третьому дивізіоні країни, де провів наступний сезон.
2020 року повернувся а батьківщину і грав за «Куябу» в Серії Б, а 2021 року уклав контракт з клубом «Азуріз», у складі якого грав у Лізі Паранаенсе, а влітку на правах оренди приєднався до клубу «Спорт Ресіфі», у складі якого дебютував у бразильській Серії А.
У 2022 роках виступав на правах оренди в іншому клубі Серії А «Атлетіко Гояніенсе», за який у всіх турнірах відіграв 40 матчів, забив 1 гол, заробив 14 жовтих та 2 червоних картки, а також виграв Лігу Гояно, зігравши в тому числі і у фіналі проти «Гояса» (3:1).
У січні 2023 року приєднався на правах оренди до кінця сезону з правом викупу в «Дніпро-1». У червні 2023 року покинув дніпровський клуб.

## Статистика виступів

### Статистика клубних виступів
Станом на 17 січня 2023 року
| Сезон             | Команда                | Чемпіонат         | Чемпіонат | Чемпіонат | Національний кубок | Національний кубок | Національний кубок | Континентальні кубки | Континентальні кубки | Континентальні кубки | Інші змагання | Інші змагання | Інші змагання | Усього | Усього |
| Сезон             | Команда                | Ліга              | Ігор      | Голів     | Ліга               | Ігор               | Голів              | Ліга                 | Ігор                 | Голів                | Ліга          | Ігор          | Голів         | Ігор   | Голів  |
| ----------------- | ---------------------- | ----------------- | --------- | --------- | ------------------ | ------------------ | ------------------ | -------------------- | -------------------- | -------------------- | ------------- | ------------- | ------------- | ------ | ------ |
| 2015              | «Баїя»                 | B (ІІ)            | 3         | 0         | КБ                 | -                  | -                  | ПаК                  | 1                    | 0                    |               | -             | -             | 4      | 0      |
| 2016              | «Баїя»                 | B (ІІ)+ЛБ         | 6+9       | 0+3       | КБ+КН              | 2+5                | 0                  |                      | -                    | -                    |               | -             | -             | 22     | 3      |
| 2017              | «Наутіко Капібарібе»   | B (ІІ)            | 1         | 0         | КБ                 | -                  | -                  |                      | -                    | -                    |               | -             | -             | 1      | 0      |
| 2017              | «Пайсанду» (Белен)     | B (ІІ)            | 7         | 0         | КБ+КВ              | 2+5                | 0+1                |                      | -                    | -                    |               | -             | -             | 14     | 1      |
| 2018              | «Греміо Новурізонтіно» | ЛП                | 2         | 0         |                    | -                  | -                  |                      | -                    | -                    |               | -             | -             | 2      | 0      |
| 2018–19           | «Лоулетану»            | ЧП (ІІІ)          | 29        | 4         | КП                 | -                  | -                  |                      | -                    | -                    |               | -             | -             | 29     | 4      |
| 2020              | «Куяба»                | B (ІІ)            | 19        | 0         | КБ                 | 4                  | 0                  |                      | -                    | -                    |               | -             | -             | 23     | 0      |
| 2021              | «Азуріз»               | ЛП                | 7         | 0         |                    | -                  | -                  |                      | -                    | -                    |               | -             | -             | 7      | 0      |
| 2021              | «Спорт Ресіфі»         | A                 | 24        | 0         | КБ                 | -                  | -                  |                      | -                    | -                    |               | -             | -             | 24     | 0      |
| 2022              | «Атлетіко Гояніенсе»   | A+ЛГ              | 19+4      | 0         | КБ                 | 6                  | 0                  | ПаК                  | 11                   | 1                    |               | -             | -             | 40     | 1      |
| Усього за кар'єру | Усього за кар'єру      | Усього за кар'єру | 130       | 7         |                    | 24                 | 1                  |                      | 12                   | 1                    |               | -             | -             | 166    | 9      |

## Досягнення
- Переможець Ліги Гояно: 2022